# Polana pod Muraniem

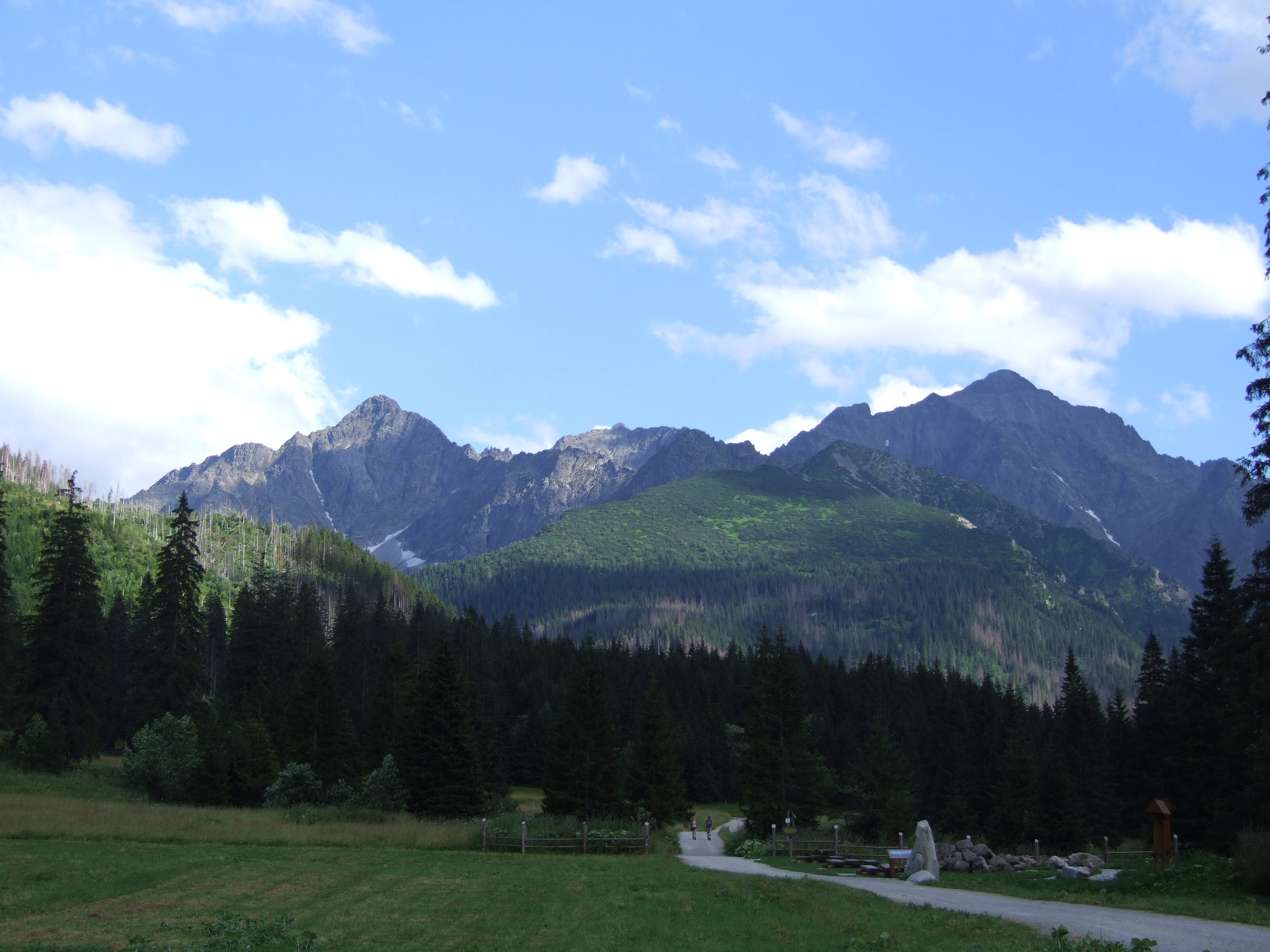
Gałajdówka i widok na Tatry

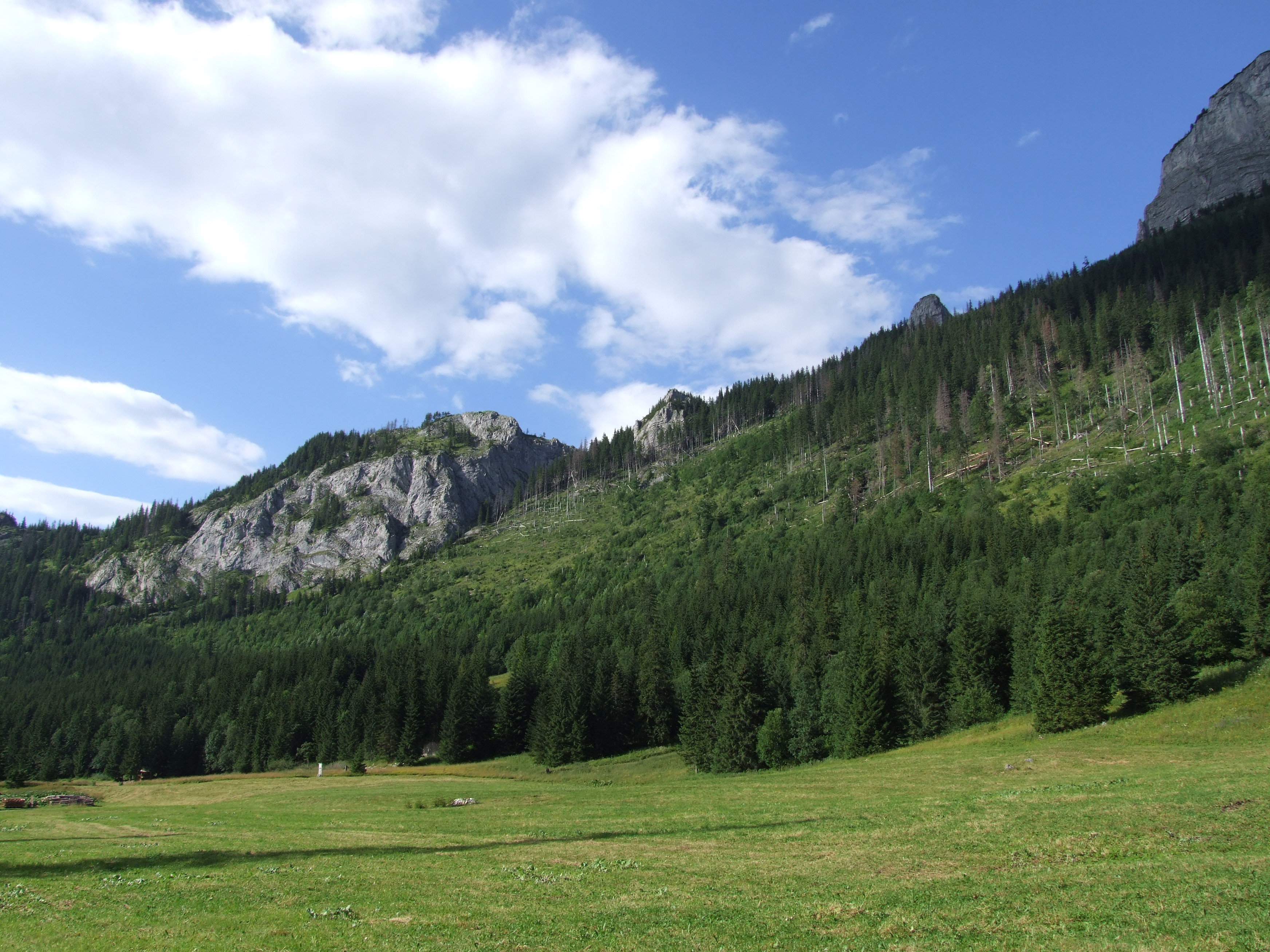
Gałajdówka i widok na Tatry Bielskie

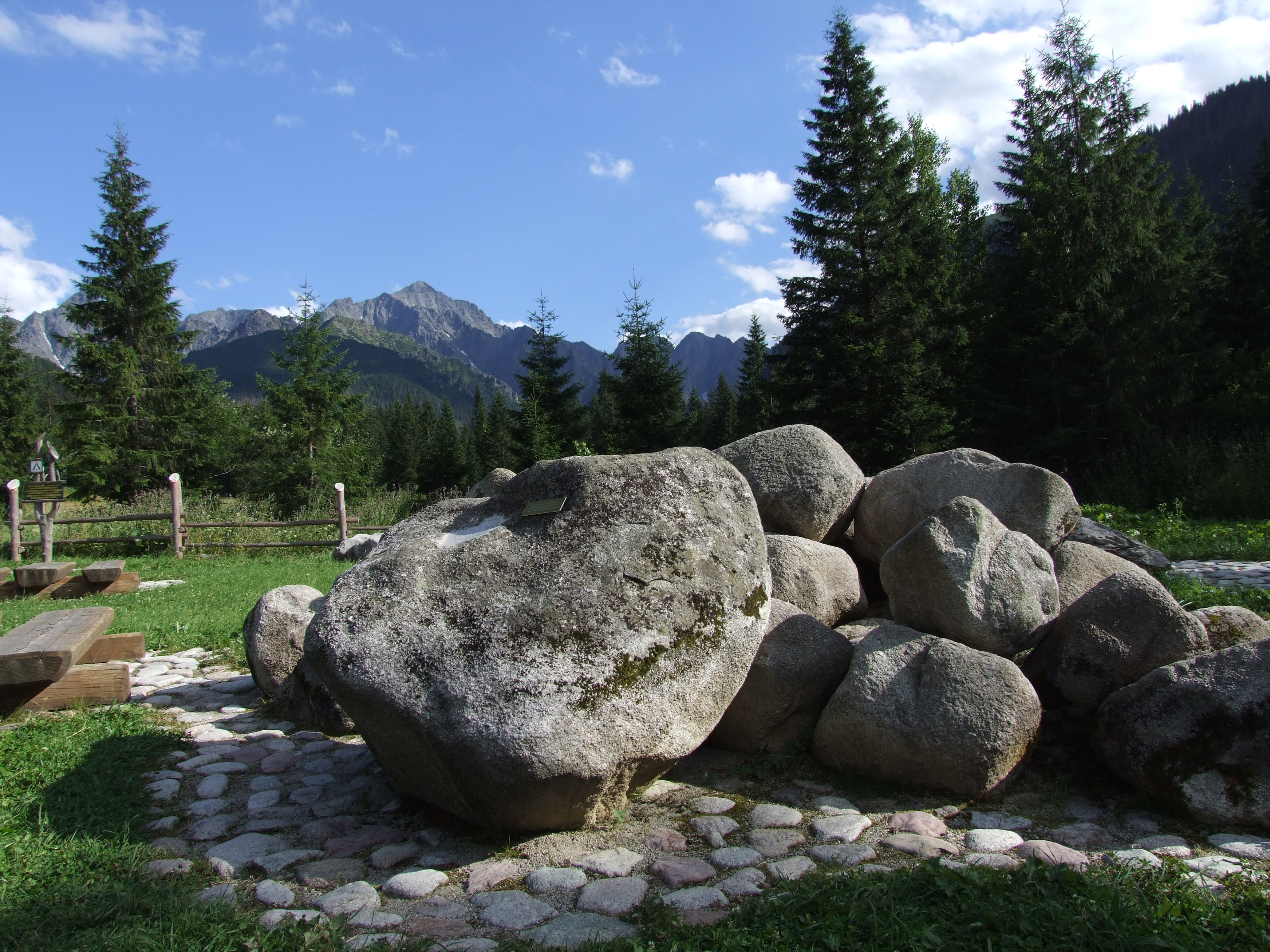
Wystawa geologiczna na polanie

Polana pod Muraniem (słow. Poľana pod Muráňom), także Gałajdówka (Galajdova poľana), Gałajdowa Polana – duża polana w dolnej części Doliny Jaworowej w Tatrach Bielskich. 

## Nazewnictwo
Nazwa Pod Muraniem pochodzi od położenia polany; taką też nazwę podają zazwyczaj mapy – zarówno polskie jak i słowackie – oraz szczegółowy przewodnik W. Cywińskiego Tatry. tom 4. Nazwa Gałajdówka pochodzi od nazwiska właściciela – zbójnika Gałajdy. Według podań spiskiej ludności posiadał on zaczarowaną spinkę odbijającą kule. Wspominają o nim też turyści z 1870 r. Mieszkańcy Jaworzyny jednakże nie używają nazwy Gałajdówka, lecz nazwy Polana pod Muraniem lub krócej – Pod Murań.

## Opis polany
Położona jest na wysokości 1100–1150 m n.p.m.  u południowo-zachodnich podnóży Murania,  po prawej stronie Jaworowego Potoku. Ma długość ok. 600 m i zajmuje żyzne obszary stożków napływowych powstałych z osadów naniesionych z dolinek spod Murania i Hawrania. W otoczeniu polany znajdują się moreny czołowe i mająca 60 m wysokości morena boczna ostatniego lodowca. Ponad polaną w stokach Murania dobrze widoczny jest ogromny otwór Jaskini Murańskiej (12 m wysokości i 8 m szerokości). W dolnym końcu polany znajduje się leśniczówka TANAP-u, zaś powyżej, przy zachodnim skraju polany urządzono wystawę geologiczną z naturalnymi okazami i opisem najważniejszych skał tatrzańskich.

## Historia
Dawniej polana była jednym z większych centrów pasterstwa, wchodziła w skład Hali pod Murań. Wypasali tutaj mieszkańcy Jurgowa. Polana była w sierpniu koszona, część siana przechowywano w licznych szopach stojących na polanie i zwożono go do Jurgowa dopiero zimą, saniami po śniegu. Właściciele zamku w Niedzicy w dużej szopie trzymali tutaj przez zimę owce na tzw. „zimówce”. W szałasach pasterskich często nocowali polscy turyści i taternicy. M.in. w 1873 r. nocowali tutaj, jak opisują, „trapieni przez pchły”: Adam Asnyk, Walery Eljasz-Radzikowski i Leopold Świerz. Gdy w 1902 r. Christian Hohenlohe dla celów myśliwskich wykupił całą dolinę to zniósł tutaj pasterstwo i ogrodził swój areał płotem, zaś Polana pod Muraniem stała się centrum jego myśliwskiego rezerwatu. On też zbudował istniejącą do dzisiaj drogę jezdną przez polanę aż do krzyża pod Hawraniem. Pozbawieni terenów wypasowych mieszkańcy Jurgowa złożyli się, wykupili od zamku w Niedzicy hale w Dursztynie i wybudowali tam wspólne tzw. Jurgowskie Stajnie.

## Szlaki turystyczne
– od Rozdroża pod Muraniem przez Polanę pod Muraniem (Gałajdówkę) i Zadnią Koperszadzką Pastwę na Przełęcz pod Kopą. Czas przejścia: 2:30 h, ↓ 2 h